# Rio Ticino
O rio Ticino  (em italiano Ticino) é um rio afluente do rio Pó e percorre a Suíça meridional (percorre o cantão do Ticino) e a Itália setentrional, sendo na Suíça uma importante fonte de energia elétrica.

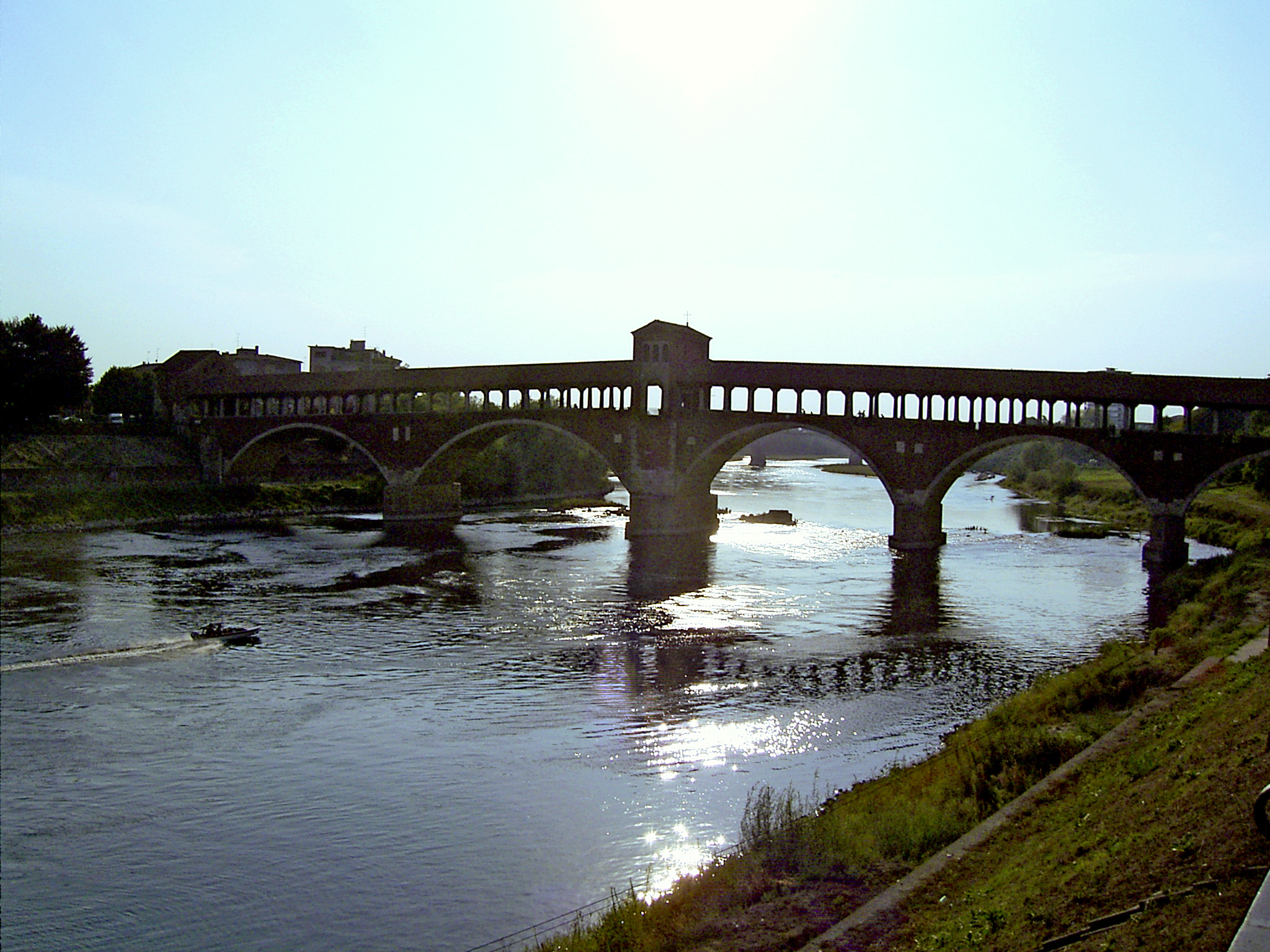
O rio Ticino em Pavia.